# Зарічний Ігор Семенович
Ігор Семенович Зарічний — український скульптор.

## Біографія
Народився в Щербашинцях. Першою «скульптурою по дереву» 12-річного хлопця була вирізана простим ножиком з невеличка фігура воїна зі знаменом, котру він подарував батькові, учаснику Корсунь-Шевченківської операції, до 23 лютого.
Наслідуючи батька-фронтовика вступив до артилерійського училища. Після його закінчення (1958) проходив військову службу в Деснянському гарнізоні, а згодом у Києві. З наміром вступити до військової академії ім. Дзержинського від'їздив до Москви: іспити склав успішно, але не пройшов медкомісію. Після повернення до Києва подав документи на вступ до художнього інституту. Від 1966-го навчався мистецтву заочно та продовжував службу в «Десні» де й почав випробовувати свої сили як професійний скульптор. У 1968–1969 роках самостійно створив Алею 26-ти героїв військової частини, що брала участь у форсуванні Дніпра. Під керівництвом Олексія Олійника Ігор Зарічний як скульптор протягом кількох років облаштовував плац з'єднання.
1974-го року Ігоря Зарічного було переведено до КСУ на посаду вихователя. В цей час створює пам'ятник Суворову та алею полководців. У 1991–1993 роках співпрацює з Михайлом Сікорським, директором Переяславського історико-культурного заповідника. В цей час створює пам'ятний знак Тарасові Трясилу та літописцю «Слова о полку Ігоревім», пам'ятник Григору Сковороді, споруджений на території ПХДПУ.
2000-го переміг в конкурсі проектів пам'ятника «Козацької слави» в Черкасах проте з його побудовою вийшла затримка. 2002-2004-го на Житомирщині встановлено пам'ятники гетьманам Виговському (Вигів) та Самойловичу (Ходорків).
2005-го працював над створенням історико-культурного заповідника «Древлянська Русь». В рамках проекту у Коростені на давньоруському городищі були встановлені розроблені митцем пам'ятки: древлянському князю Малу, Малуші та юному Володимиру, княгині Ользі, Покрови Божої Матері та Добрині.
Впродовж наступних 10-ти років розробив 19ть проектів пам'ятника поетові Василю Симоненку, завершив бронзовий композиційний портрет полковника Івана Богуна та пам'ятник Залізняку і Гонті в Умані.

## Зображення

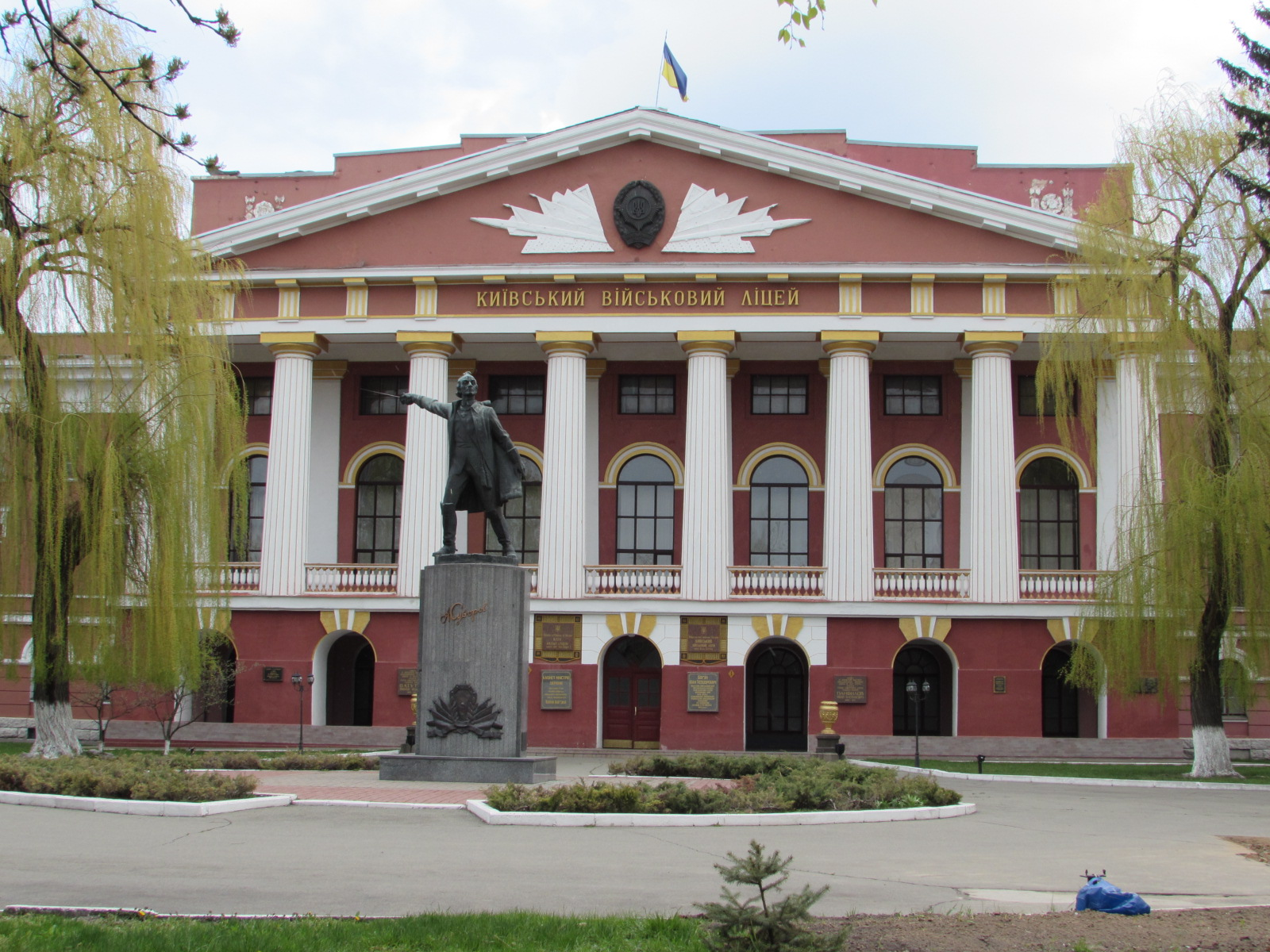
Пам'ятник Суворову перед будівлею КВЛ ім. Івана Богуна
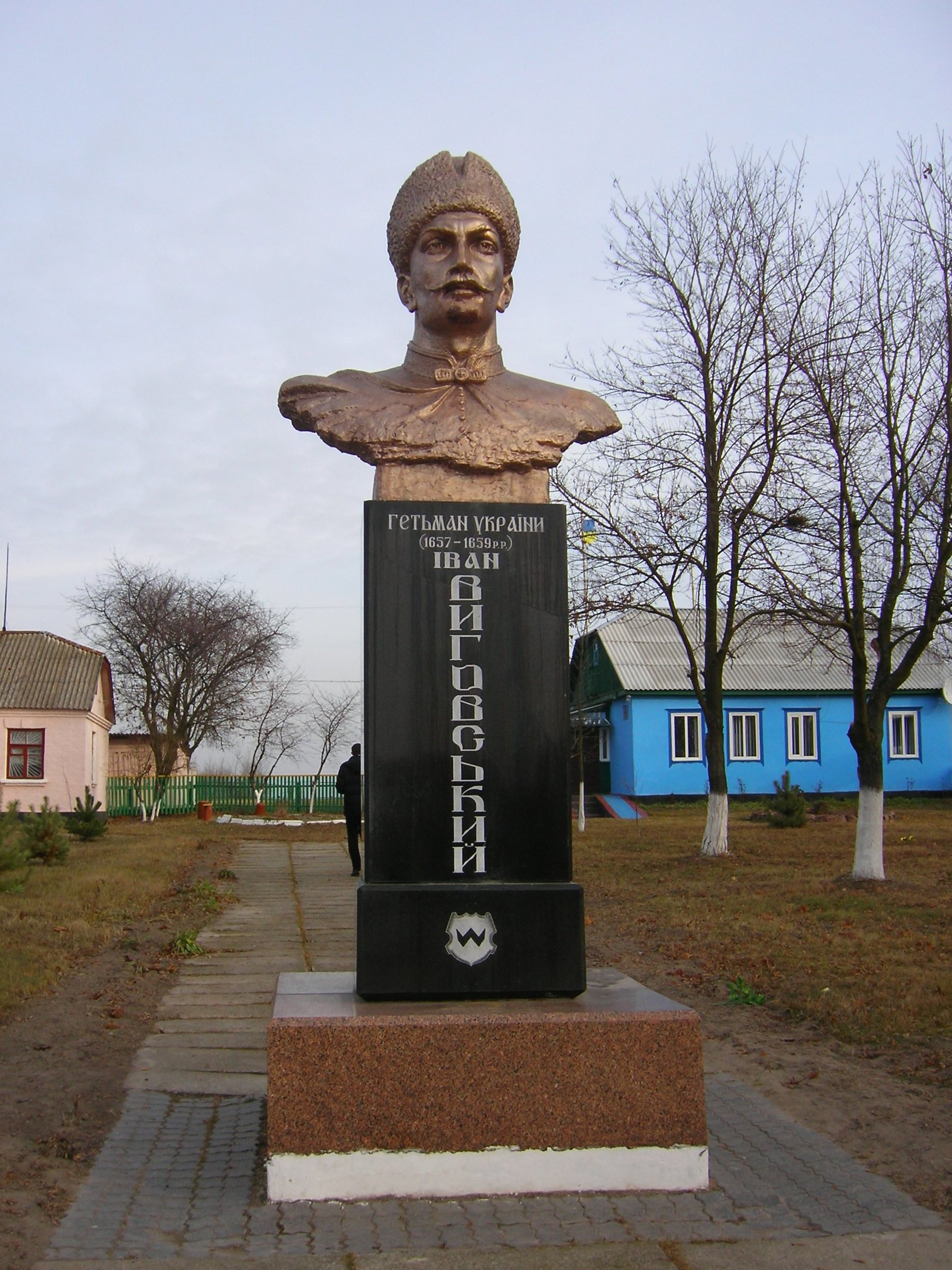
Погруддя Виговському у Вигові
Пам'ятник Малу
Пам'ятний знак літописцю «Слова о полку Ігоревім»
Скульптура Покрови Божої Матері
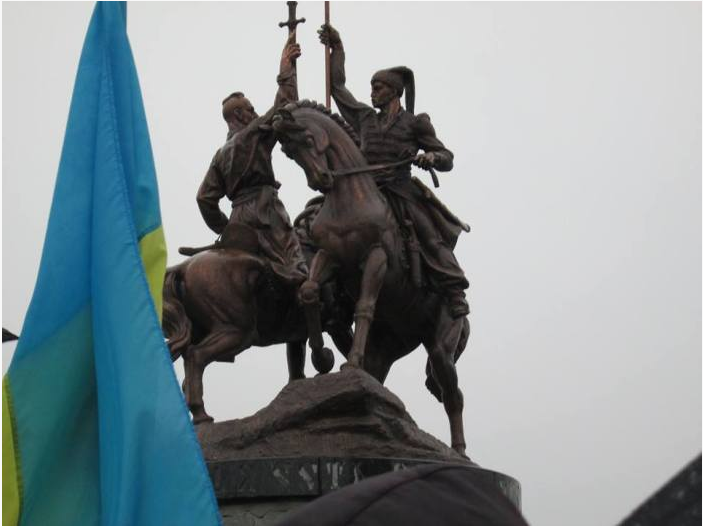
Залізняку і Гонті
Пам'ятник Тарасові Федоровичу (Трясилу)